# Tokuro Fujiwara
Tokuro Fujiwara (藤原 得郎 Fujiwara Tokuro), die soms ook wel als Professor F of Arthur King (A.K.) in de aftiteling verschijnt, is een Japanse computerspelontwikkelaar voor Capcom en is vooral bekend geworden door het ontwikkelen van Ghosts 'n Goblins en de Mega Man-serie.

## Carrière
Fujiwara startte zijn carrière in 1982 bij Konami. Een jaar later verliet hij het bedrijf en begon bij Capcom. Hier werkte Fujiwara als hoofdmanager bij de Capcom Consumenten Divisie tussen 1989 en 1996. Na dertien jaar te hebben gewerkt bij Capcom verliet hij het bedrijf en startte zijn eigen bedrijf, Whoopee Camp, waar hij zou optreden als regisseur van Tomba!. Fujiwara keerde in 2005 weer terug bij Capcom.

## Werken
- Pooyan -- Regisseur
- Pirate Ship Higemaru -- Regisseur
- Ghosts 'n Goblins -- Regisseur
- Commando -- Regisseur
- Mega Man-serie -- Regisseur
- Strider -- Adviseur
- Bionic Commando (Arcade) -- Regisseur
- Ghouls 'n Ghosts -- Regisseur
- Mega Man 2 (Game Boy) -- Regisseur
- Legendary Wings (NES) -- Planner, Personage Designer
- Sweet Home
- Destiny of an Emperor -- Ontwikkelaar
- Willow (NES) -- Regisseur
- Mega Man 3 (Game Boy) -- Ontwikkelaar
- DuckTales -- Ontwikkelaar
- Gargoyle's Quest -- Ontwikkelaar
- Chip 'n Dale Rescue Rangers -- Ontwikkelaar
- Street Fighter 2010: The Final Fight -- Ontwikkelaar
- Super Ghouls 'n Ghosts -- Ontwikkelaar
- Mega Man 4 (Game Boy) -- Ontwikkelaar
- Little Nemo: The Dream Master -- Uitvoerend producent
- Destiny of an Emperor II -- Regisseur
- De Kleine Zeemeermin -- Regisseur
- Mega Man in Dr. Wily's Revenge -- Ontwikkelaar
- Darkwing Duck -- Ontwikkelaar
- TaleSpin -- Ontwikkelaar
- Gargoyle's Quest II -- Ontwikkelaar
- Gold Medal Challenge '92 -- Ontwikkelaar
- Magical Quest starring Mickey Mouse -- Ontwikkelaar
- Adventures in the Magic Kingdom -- Ontwikkelaar
- Mega Man 5 (Game Boy) -- Ontwikkelaar
- Breath of Fire -- Ontwikkelaar
- Duck Tales 2 -- Ontwikkelaar
- Final Fight 2 -- Ontwikkelaar
- Mighty Final Fight -- Ontwikkelaar
- Mega Man 6 -- Ontwikkelaar
- Disney's Aladdin -- Adviseur
- Chip 'n Dale Rescue Rangers 2 -- Ontwikkelaar
- Mega Man X -- Ontwikkelaar
- Mega Man Soccer -- Ontwikkelaar
- Goof Troop -- Ontwikkelaar
- Demon's Crest -- Ontwikkelaar
- The Great Circus Mystery starring Mickey & Minnie -- Ontwikkelaar
- Breath of Fire II -- Ontwikkelaar
- Mega Man X2 -- Ontwikkelaar
- X-Men: Mutant Apocalypse -- Ontwikkelaar
- Mega Man V -- Ontwikkelaar
- Bonkers -- Ontwikkelaar
- Mega Man 7 -- Ontwikkelaar
- Mega Man X3 -- Ontwikkelaar
- Final Fight 3 -- Ontwikkelaar
- Hanako Sangakita!! Gakkou no Kowai Uwasa -- Ontwikkelaar
- Resident Evil -- Hoofdontwikkelaar
- Tomba! -- Uitvoerend producent, Regisseur, Artdirector
- Tomba 2 -- Hoofd producent, Game Design
- Extermination -- Uitvoerend producent
- Hungry Ghosts -- Uitvoerend producent, Regisseur
- Ultimate Ghosts 'n Goblins -- Regisseur, Planning
- Bionic Commando Rearmed -- Consultant

## Interviews
- (en)  Ultimate Ghosts 'n Goblins (1UP)
- (en)  The Lair of Hungry Ghosts (Famitsu, vertaald door GamePro)